# Super League 2011 (Cina)
La Chinese Super League 2011 è stata la 52ª edizione della massima serie del campionato cinese di calcio, l'ottava della Chinese Super League. 
Questa edizione è stata vinta dal Guangzhou Evergrande, che era stata promossa nella Super League 2011 grazie alla vittoria dell'edizione 2010 della League One, la seconda serie del campionato cinese. Si sono giocate in totale 240 partite, con 564 gol complessivi, per una media di 2,35 reti a partita.
Il migliore marcatore di questa edizione è stato Muriqui del Guangzhou Evergrande, con 16 gol. La stessa squadra campione di Cina detiene anche il record della più lunga striscia di vittorie consecutive (con sei successi di fila) e di risultati utili consecutivi (23 partite, di cui 16 vinte e 7 pareggiate). La striscia più negativa (con solo sconfitte consecutive) è stata stabilita, in questa edizione del campionato, dallo Shenzen Ruby e dallo Shanghai Shenhua, con 5 sconfitte consecutive a testa.

## Squadre
| Club             | Allenatore         | Città     | Stadio                                                                                                  | Risultato nella stagione 2010 |
| ---------------- | ------------------ | --------- | --- | ----------------------------- |
| Beijing Guoan    | Jaime Pacheco      | Pechino   | Workers Stadium                                                                                         | 5º posto in CSL 2010          |
| Changchun Yatai  | Shen Xiangfu       | Changchun | Development Area Stadium                                                                                | 9º posto in CSL 2010          |
| Chengdu Blades   | Lawrie McKinna     | Chengdu   | Chengdu Sports Centre                                                                                   | 2º posto in CL1 2010          |
| Dalian Shide     | Nelo Vingada       | Dalian    | Jinzhou Stadium                                                                                         | 6º posto in CSL 2010          |
| Guangzhou E.     | Lee Jang-Soo       | Canton    | Tianhe Stadium                                                                                          | 1º posto in CL1 2010          |
| Hangzhou Lücheng | Wu Jingui          | Hangzhou  | Meihu Sports Centre (dalla 1ª giornata alla 14ª giornata) Jiaxing Stadium (dalla 17ª giornata alla 30ª) | 4º posto in CSL 2010          |
| Henan Jianye     | Jo Bonfrère        | Zhengzhou | Hanghai Stadium                                                                                         | 8º posto in CSL 2010          |
| Jiangsu Sainty   | Dragan Okuka       | Nanchino  | Nanjing Olympic Sports Center                                                                           | 11º posto in CSL 2010         |
| Liaoning         | Ma Lin             | Shenyang  | Tiexi New District Sports Center                                                                        | 7º posto in CSL 2010          |
| Nanchang B.H.    | Zhu Jiong          | Nanchang  | Nanchang Bayi Stadium                                                                                   | 13º posto in CSL 2010         |
| Q. Zhongneng     | Chang Woe-Ryong    | Qingdao   | Qingdao Tiantai Stadium                                                                                 | 14º posto in CSL 2010         |
| Shanxi Chanba    | Gao Hongbo         | Xi'an     | Shaanxi Province Stadium                                                                                | 10º posto in CSL 2010         |
| Shandong Taishan | Manuel Barbosa     | Jinan     | Shandong Provincial Stadium                                                                             | 1º posto in CSL 2010          |
| Shanghai Shenhua | Xi Zhikang         | Shanghai  | Hongkou Stadium                                                                                         | 3º posto in CSL 2010          |
| Shenzhen Ruby    | Philippe Troussier | Shenzhen  | Shenzhen Stadium                                                                                        | 12º posto in CSL 2010         |
| Tianjin Teda     | Arie Haan          | Tientsin  | TEDA Football Stadium Tianjin Olympic Center Stadium (solo per le giornate 24, 26 e 28)                 | 2º posto in CSL 2010          |

## Classifica finale
|       | Pos. | Squadra          | Pt | G  | V  | N  | P  | GF | GS | DR  |
| ----- | ---- | ---------------- | -- | -- | -- | -- | -- | -- | -- | --- |
| China | 1.   | Guangzhou E.     | 68 | 30 | 20 | 8  | 2  | 67 | 23 | +44 |
|       | 2.   | Beijing Guoan    | 53 | 30 | 14 | 11 | 5  | 49 | 21 | +28 |
|       | 3.   | Liaoning         | 50 | 30 | 14 | 8  | 8  | 38 | 23 | +15 |
|       | 4.   | Jiangsu Sainty   | 47 | 30 | 14 | 5  | 11 | 43 | 28 | +15 |
|       | 5.   | Shandong Taishan | 47 | 30 | 13 | 8  | 9  | 37 | 31 | +6  |
|       | 6.   | Q. Zhongneng     | 45 | 30 | 12 | 9  | 9  | 37 | 33 | +4  |
|       | 7.   | Changchun Yatai  | 45 | 30 | 11 | 12 | 7  | 33 | 31 | +2  |
|       | 8.   | Hangzhou Lücheng | 39 | 30 | 10 | 9  | 11 | 28 | 32 | -4  |
|       | 9.   | Shanxi Chanba    | 38 | 30 | 10 | 8  | 12 | 34 | 41 | -7  |
| [ 2 ] | 10.  | Tianjin Teda     | 37 | 30 | 8  | 13 | 15 | 37 | 41 | -4  |
|       | 11.  | Shanghai Shenhua | 37 | 30 | 11 | 4  | 15 | 31 | 41 | -10 |
|       | 12.  | Dalian Shide     | 32 | 30 | 7  | 11 | 12 | 27 | 43 | -16 |
|       | 13.  | Henan Jianye     | 32 | 30 | 7  | 11 | 12 | 29 | 35 | -6  |
|       | 14.  | Nanchang B.H.    | 29 | 30 | 8  | 5  | 17 | 20 | 41 | -21 |
|       | 15.  | Chengdu Blades   | 27 | 30 | 5  | 12 | 13 | 27 | 47 | -20 |
|       | 16.  | Shenzhen Ruby    | 23 | 30 | 5  | 8  | 17 | 27 | 53 | -26 |

Legenda:

      Campione della Cina e ammessa alla fase a gironi di AFC Champions League 2012

      Ammesse alla fase a gironi di AFC Champions League 2012

      Retrocessa in League One 2012

Note:
Tre punti a vittoria, uno a pareggio, zero a sconfitta.

## Statistiche

### Squadre

#### Capoliste solitarie
|    | —— | —— | —— | ——  | ——        | ——        | ——        | ——  | ——                   | ——                   | ——                   | ——                   | ——                   | ——                   | ——                   | ——                   | ——                   | ——                   | ——                   | ——                   | ——                   | ——                   | ——                   | ——                   | ——                   | ——                   | ——                   | ——                   | ——                   | —— |  |
|    |    |    |    | Zhe | Guangzhou | Guangzhou | Guangzhou | Bei | Guangzhou Evergrande | Guangzhou Evergrande | Guangzhou Evergrande | Guangzhou Evergrande | Guangzhou Evergrande | Guangzhou Evergrande | Guangzhou Evergrande | Guangzhou Evergrande | Guangzhou Evergrande | Guangzhou Evergrande | Guangzhou Evergrande | Guangzhou Evergrande | Guangzhou Evergrande | Guangzhou Evergrande | Guangzhou Evergrande | Guangzhou Evergrande | Guangzhou Evergrande | Guangzhou Evergrande | Guangzhou Evergrande | Guangzhou Evergrande | Guangzhou Evergrande |    |  |
|    |    |    |    |     |           |           |           |     |                      |                      |                      |                      |                      |                      |                      |                      |                      |                      |                      |                      |                      |                      |                      |                      |                      |                      |                      |                      |                      |    |  |
|    |    |    |    |     |           |           |           |     |                      |                      |                      |                      |                      |                      |                      |                      |                      |                      |                      |                      |                      |                      |                      |                      |                      |                      |                      |                      |                      |    |  |
| 1ª | 2ª | 3ª | 4ª | 5ª  | 6ª        | 7ª        | 8ª        | 9ª  | 10ª                  | 11ª                  | 12ª                  | 13ª                  | 14ª                  | 15ª                  | 16ª                  | 17ª                  | 18ª                  | 19ª                  | 20ª                  | 21ª                  | 22ª                  | 23ª                  | 24ª                  | 25ª                  | 26ª                  | 27ª                  | 28ª                  | 29ª                  | 30ª                  |    |  |

### Individuali

#### Classifica marcatori
| Pos. | Nome giocatore     | Club             | Goal (rigori) |
| ---- | ------------------ | ---------------- | ------------- |
| 1    | Muriqui            | Guangzhou E.     | 16 (1)        |
| 2    | Leandro Netto      | Henan Jianye     | 14 (2)        |
| 3    | Cristian Dănălache | Jiangsu Sainty   | 13 (3)        |
| 4    | Yu Hanchao         | Liaoning         | 12 (0)        |
| 4    | Luis Salmerón      | Shanghai Shenhua | 12 (2)        |
| 5    | Joel Griffiths     | Beijing Guoan    | 11 (0)        |
| 5    | Gao Lin            | Guangzhou E.     | 11 (1)        |
| 5    | Aleksandar Jevtić  | Jiangsu Sainty   | 11 (0)        |
| 6    | Walter Martínez    | Beijing Guoan    | 10 (0)        |
| 6    | Martin Kamburov    | Dalian Shide     | 10 (1)        |
| 6    | Cléo               | Guangzhou E.     | 10 (3)        |
| 6    | Obina              | Shandong Taishan | 10 (2)        |
| 7    | Darío Conca        | Guangzhou E.     | 9 (2)         |
| 7    | Yang Xu            | Liaoning         | 9 (0)         |
| 7    | Qu Bo              | Shanxi Chanba    | 9 (2)         |
| 7    | Roda Antar         | Shandong Taishan | 9 (0)         |
| 7    | Chris Killen       | Shenzhen Ruby    | 9 (0)         |
| 7    | Luciano Olguín     | Tianjin Teda     | 9 (2)         |